# Verbascum prusianum
Verbascum prusianum är en flenörtsväxtart som beskrevs av Pierre Edmond Boissier. Verbascum prusianum ingår i släktet kungsljus, och familjen flenörtsväxter. Inga underarter finns listade i Catalogue of Life.